# Estação Loranca
Loranca é uma estação da Linha 12 do Metro de Madrid .